# 하트랜드 (드라마)
《하트랜드》(영어: Heartland)는 2007년 10월 14일부터 현재까지 CBC에서 방영중인 드라마이다.
```
10대 소녀 에이미 플레밍은 어머니 마리언과 폭풍우 속에 학대당하는 말 스파르탄을 구하고 집으로 돌아가는 길에 끔찍한 교통사고를 당한다. 어머니 마리언은 그 자리에서 즉사하고 에이미는 크게 부상을 당하고 겨우 살아남는다. 소식을 듣고 언니 루(미셸 모건 분)가 장례식에 참여하기 위해 고향으로 돌아온다.
```

## 캐스트
앰버 마샬. 그레이엄 워들. 미셸 모건. 크리스 포터. 가브리엘 호건. 얼리샤 뉴턴. 숀 존스턴. 신디 버즈비. 케리 제임스.